# Upolíny u Kamenice
Upolíny u Kamenice jsou přírodní památka východně od městyse Trhová Kamenice v okrese Chrudim. Spravuje ji Agentura ochrany přírody a krajiny ČR – RP Východní Čechy. Předmětem ochrany jsou slatinné a vlhké pcháčové louky s výskytem mnoha ohrožených rostlinných druhů, zvláště vrby borůvkovité (Salix myrtilloides), jejíž výskyt je doložen jen na třech dalších místech v Česku (NPP Upolínová louka pod Křížky, NPP Na požárech, PP Vltavský luh)

## Galerie

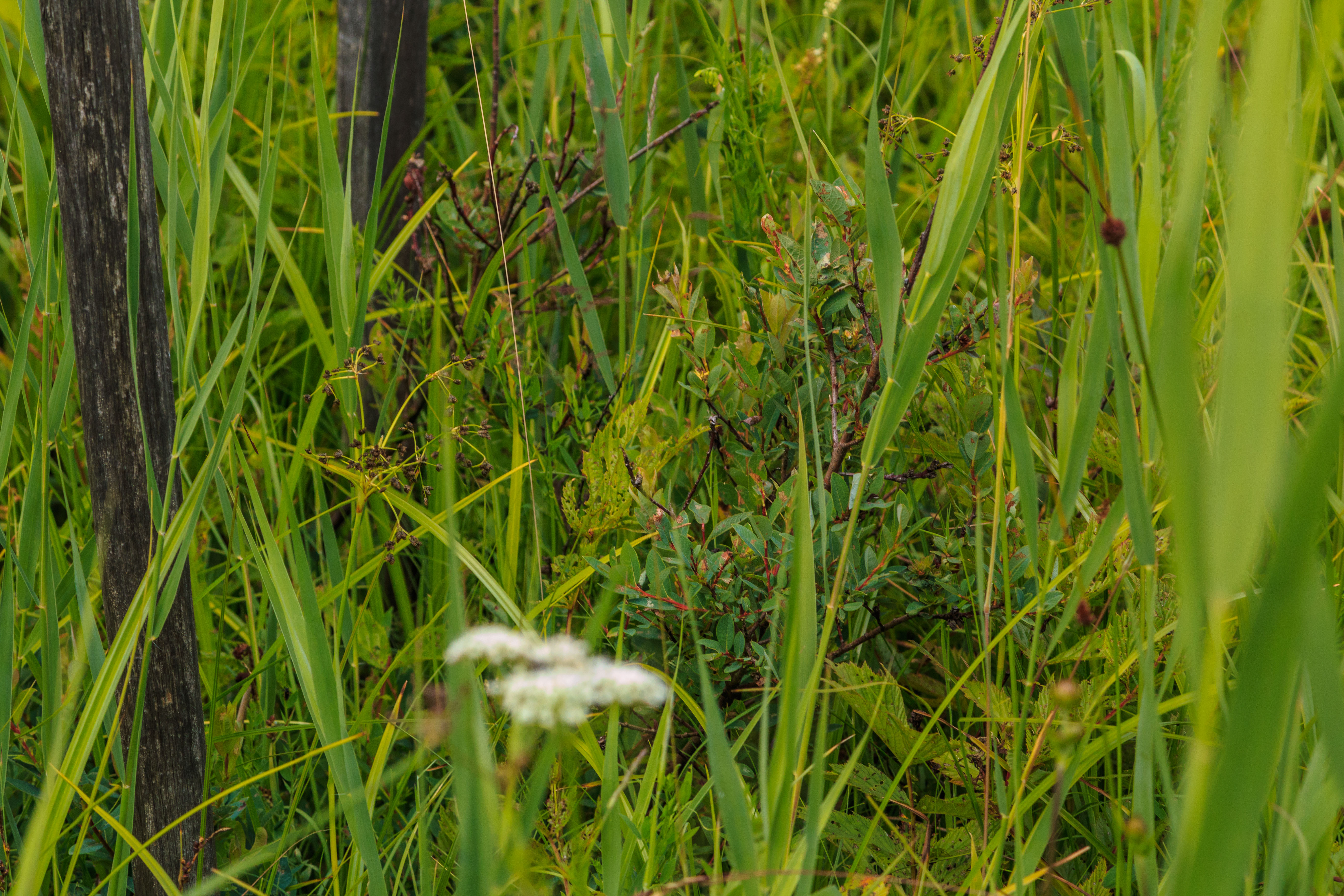
Vrba borůvkovitá
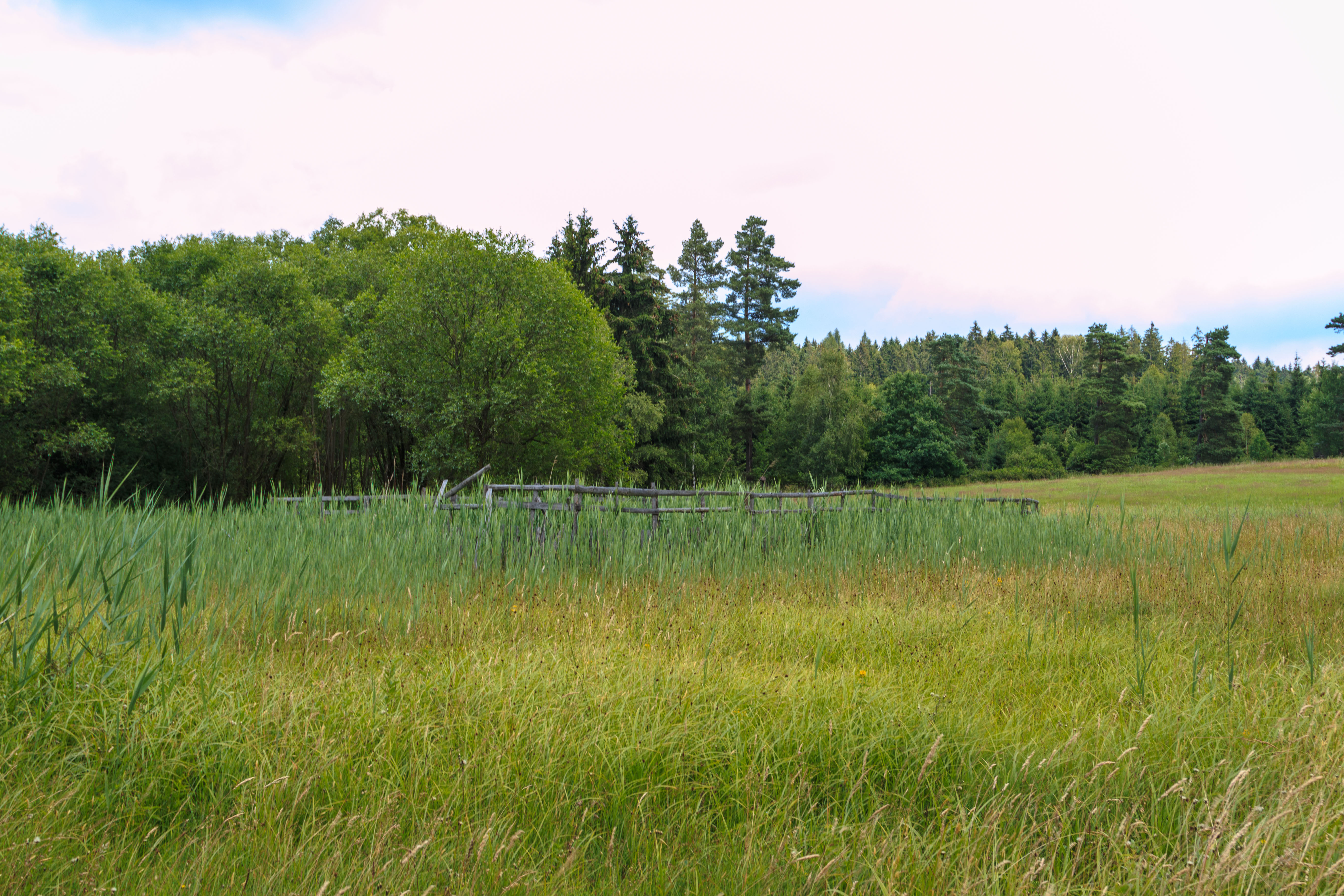
Úpolíny u Kamenice
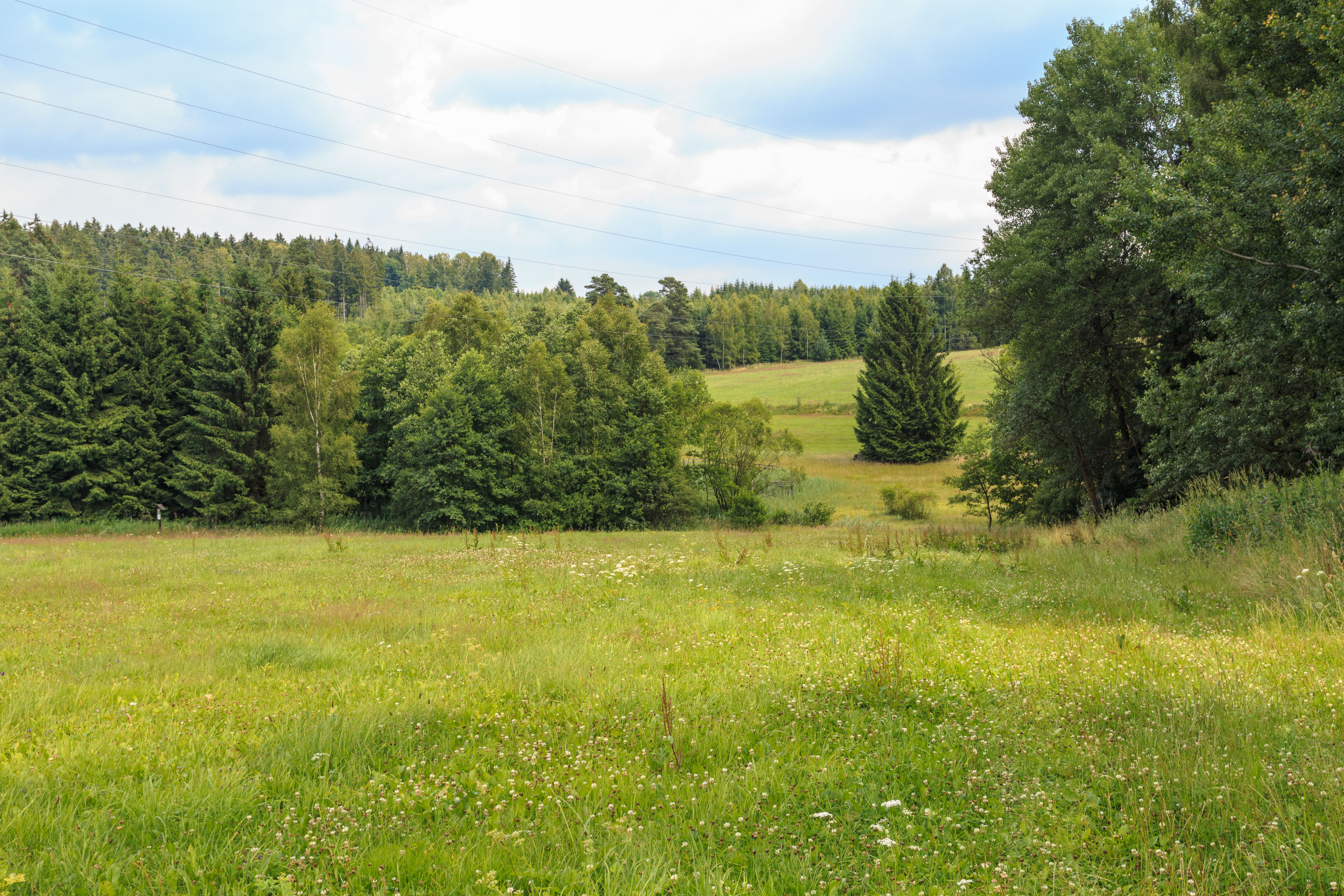
Úpolíny u Kamenice